# Kuula
Kuula är den femte musiksingeln från den estländska sångaren Ott Leplands andra studioalbum Laulan ma sind. Låten representerade Estland i Eurovision Song Contest 2012 i Baku i Azerbajdzjan. Låten är komponerad av Ott själv och texten är skriven av Aapo Ilves. Singeln släpptes den 25 januari 2012. Den 5 maj 2012 släpptes en EP för digital nedladdning på Itunes och som innehåller fyra versioner av låten. Förutom eurovisionversionen av "Kuula" innehåller den låten på tre andra språk än estniska. De andra tre versionerna framförs på ryska, spanska och engelska.
Den 3 mars 2012 vann Lepland med låten i Estlands nationella uttagningsfinal Eesti Laul 2012 som bestod av 10 bidrag. Låten framfördes i den andra semifinalen den 24 maj. Bidraget gick därifrån vidare till finalen som hölls den 26 maj. Där hamnade det på 6:e plats efter att ha fått 120 poäng.

## Versioner
1. "Kuula" (singelversion) – 4:19[4]
2. "Kuula" (eurovisionversion) – 2:56[5]
3. "Kuula" (karaokeversion) – 2:57[9]
4. "Hear Me" – 2:55[5]
5. "Слушай" – 2:57[5]
6. "Escucha" – 2:56[5]

## Listplaceringar
| Lista (2012) | Topplacering |
| ------------ | ------------ |
| Estland      | 1            |